# Макарово (Граховський район)
Мака́рово (Нове Макарово, рос. Макарово) — присілок в Граховському районі Удмуртії, Росія.

## Населення
Населення — 88 осіб (2010; 188 у 2002).
Національний склад станом на 2002 рік:
- росіяни — 92 %

## Господарство
В присілку діють дитячий садок, клуб та фельдшерсько-акушерський пункт.

## Історія
Присілок заснований в 1808 році як Нове Макарово. За даними 10-ї ревізії 1859 року в ньому було 14 дворів та проживало 147 осіб. До 1921 року присілок входив в склад Білярської волості Єлабузького повіту, потім — Можгинського повіту. З 1924 року присілок перебувало в складі Русько-Адам-Учинської сільської ради Граховської волості, але вже 1925 року — в складі Верхньо-Кокшанської сільської ради. 1954 року сільрада була ліквідована і присілок відійшов до складу Новогорської сільської ради. 28 січня 1982 року була утворена Макаровська сільська рада, в 2004 році вона була ліквідована і присілок увійшов до складу Котловського сільського поселення. В 1960-1970-их роках в присілок було переселено жителі сусідніх «неперспективних» сіл — Верхня Сайка, Возжайка, Ключевка, Новотроїцьке та Сирян. В 1980-их приєднано присілок Булярське Лісничество.

## Урбаноніми[3]
- вулиці — Інтернаціональна, Лісова, Молодіжна, Річкова, Сільрадівська, Шкільна
- провулки — Ставковий